# モバイルアプリケーション
モバイルアプリケーション（英語: Mobile Application）は、スマートフォン、タブレットコンピュータ、その他携帯端末で動作するアプリケーションソフトウェアである。
「携帯アプリ」「スマホアプリ」「アプリ」など略称されることも多い。

## 概要
2008年頃に登場し、App Store、Google Play、Windows Phone Store、BlackBerry App Worldなどのモバイルオペレーティングシステムメーカーが運営するアプリケーションストアを通じて利用する事例が多い。
有料、無料で配信され、iPhone、Android、Windows Phone、BlackBerryなどへ導入するが、ノートパソコンやデスクトップコンピュータに対応するものもある。
頒布価格の30パーセント (%) ほどがiTunesやGoogle Storeなどの配信手数料で、残りはアプリケーション作者に配分されるが、利用者数に応じて価格が異なる事例もある。
「app」（アップ）の語は「アプリケーションソフトウェア (application software)」の略称で、よく使われる言葉として定着しており、米国方言協会は2010年にワード・オブ・ザ・イヤー（Word of the Year、今年の言葉）に選出した。2009年に技術コラムニストのデビッド・ポーグは、より新しいスマートフォンを初期の洗練されていないスマートフォンと区別して「アプリフォン (app phones)」と称している。
初期は、電子メール、カレンダー、連絡先、株価情報、天気予報など生産性向上や情報検索を目的とするものが主流であったが、ユーザーの需要拡大や開発ツールの機能発達によりデスクトップ用パッケージなども提供され、レビュー、ブログ、雑誌、キュレーションなども登場した。2014年にアメリカ政府規制機関は、医療系アプリケーションのキュレートを規制する試みを始めた。
モバイルアプリケーションの利用は発達しており、携帯電話ユーザーの間で利用が増え続けている。2012年5月のコムスコアによる調査で、2012年前四半期のモバイルユーザーのうちアプリケーション使用者とブラウザ使用者はそれぞれ51.1%と49.8%で、モバイルアプリケーションの使用率はユーザーの位置と時間に強く関係していた。
市場調査会社のガートナーは、2013年のアプリケーションダウンロード数は102億で、91%は無料アプリケーション、売上高は2012年の18億ドルから44%増の26億ドルになるとしている。アプリケーション市場の成長により欧州連合でアプリケーションの売上高は10億ユーロを超えて欧州連合28か国で529,000人の雇用を創出している、と発表したアナリストもいる。

## 開発
携帯端末対応アプリケーションの開発には対応させる端末の制約と特徴を考慮しなければならない。携帯端末の動作にはバッテリーが必須な上、搭載プロセッサはデスクトップコンピュータ用と比べて非力であるが、位置探知やカメラ機能が搭載されている。また、開発者は画面サイズ、ハードウェア仕様、モバイルソフトウェア間の激しい競争環境で試行錯誤しなければならず、プラットフォームごとに仕様を変更する必要もある。
さらに、モバイルアプリケーション開発には特化された統合開発環境を使用しなければならない。最初のテストはエミュレータを使用した開発環境で行い、次にフィールドテストを行う。エミュレータは携帯電話上でアプリケーションをテストするためのコストのかからない方法であり開発者が物理的なアクセスを行う必要はない。
開発プロセスの一環としてのモバイルユーザインタフェース(UI)設計もモバイルアプリケーションの製作にとって非常に重要である。モバイルUIは設計の概説として制約、環境、画面、入力、そして機動性を考えなければならない。ユーザーは端末とのやり取りに関して重要な点になることが多く、またインターフェースはソフトウェアとハードウェア両方のコンポーネントを伴っている。ユーザーはシステムを操作するために入力していて、端末による表示はシステムがユーザーの操作結果を指し示せるようにする。モバイルUIはユーザーの手に合わせた携帯端末の画面サイズなど限られたアテンションやフォームファクタによって制限される。また、モバイルUIコンテキストはユーザーがモバイルアプリケーション内でのやりとりから分かる位置やスケジューリングといったユーザーアクティビティからの合図を知らせている。全体的に、モバイルUIの目標は主に分かりやすくユーザーフレンドリーなインターフェースである。
モバイルUIやフロントエンドはエンタープライズシステムへのアクセスに対応するためにモバイルバックエンドに依存していて、モバイルバックエンドはデータのルーティング、セキュリティ、認証、権限付与、オフライン作業、サービスオーケストレーションを容易にしている。この機能はモバイルアプリケーションサーバ、Mobile Backend as a service (MBaaS)、SOAインフラストラクチャを含むミドルウェアコンポーネントの混合で対応している。

## 配信
アプリケーションストア最大手はAndroid対応のGoogle PlayとiOS対応のApp Storeの2つである。

### Google Play

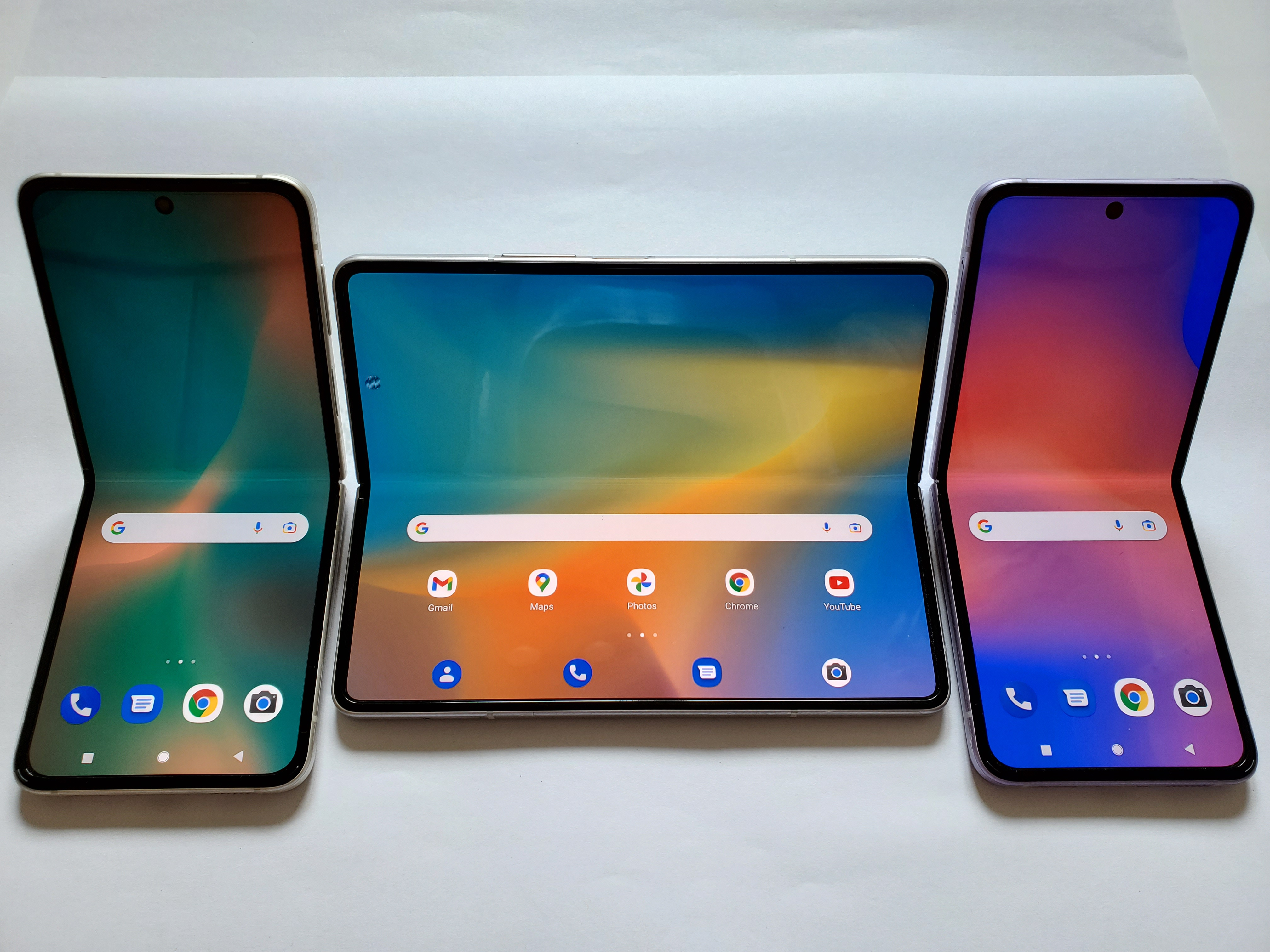
Google Android OSのアプリケーション

Google Play (旧称Android Market)とはAndroid端末に対応した全世界展開のオンラインソフトウェアストアでGoogleが手がけている。2008年10月にスタートした。

### App Store
AppleによるiOS対応のApp Storeは2008年7月10日にスタート、2011年1月時点でダウンロード数が10億を突破した。同年6月6日時点で425,000本のアプリケーション数があり、約2億人のiOSユーザーがダウンロードした。アップルによる2012年のWorldwide Developers Conferenceにてティム・クックCEOはApp Storeには650,000本のアプリケーションがダウンロード可能なだけでなく、この日までに驚異的なことに30億ものアプリケーションがダウンロードされたと発言した。

### Amazon Appstore
Amazon AppstoreとはAndroidオペレーティングシステムに対応したアプリケーションストアの1つで2011年3月に3,800本のアプリケーションでオープンした。Amazon AppstoreのAndroidアプリケーションはBlackberry 10端末にも対応している。

### BlackBerry World
BlackBerry WorldとはBlackBerry 10とBlackBerry OSに対応したアプリケーションストアで、2009年4月にBlackBerry App Worldとしてスタート、2011年2月時点でアプリ1本あたりの最大売上はアップルの6,480.00ドル、Android市場における1,200ドルよりも多い9,166.67ドルである。2011年7月、1日のダウンロード数が300万、総数で1億ダウンロードとそれぞれ突破している。2013年5月時点で120,000本以上のアプリケーションが入手可能だがBlackBerry 10はAndroidアプリケーションにも対応している。

### Nokia Store
ノキアのアプリケーションストアは2009年5月から全世界向けに開始された。2011年4月時点で、5万本配信されていて、8月時点で1日900万ダウンロードされていると発表した。2011年2月、Windows Phoneを主要OSとして対応することを発表した。2011年5月、10月にOvi製品群をノキアブランドにリブランドすることと、Ovi StoreをNokia Storeに改名する計画を発表。Nokia Storeは配信プラットフォームとして過去製品に対応しているが2014年1月に旧型であるSymbianとMeeGoに対応したアプリケーションの新規配信と更新の受付は終了している。

### Windows Phone Store
Windows Phone StoreとはマイクロソフトによるWindows Phoneに対応したプラットフォームで2010年10月に開始、2012年10月現在120,000本以上のアプリケーションが利用可能である。

### Windowsストア
WindowsストアとはマイクロソフトによるWindows 8/Windows 10とWindows RTに対応したプラットフォームであり、Windows 8と互換性があると認証された従来のデスクトッププログラムにも対応してるが、主にタブレットやその他タッチパネル端末に対応したアプリケーションを主に配信しているが、未だにデスクトップコンピュータやラップトップのキーボードやマウスでも使用できるアプリケーションも配信されている）。

### Samsung Apps Store
サムスン製端末に対応したアプリケーションストアは2009年9月にスタート、2011年10月時点でダウンロード数は1,000万を突破、現在125カ国でWindows Mobile、Android、Badaの端末に配信している。

## 企業での管理
モバイルアプリケーション管理(MAM)とは、のみを扱う。内で開発され一般利用可能なビジネス向けのモバイルアプリケーションのためにソフトウェアとサービスのプロビジョニングとアクセス制御を担当することで、BYODへの対策を取っている。もし従業員が自分の端末を企業の環境に持ち込んだ場合、モバイルアプリケーション管理は企業のIT技術者による必要なアプリケーションとコントロールアクセスのビジネスデータへの転送と端末が紛失した場合や所有者が企業を退職した場合にその端末にローカル保存されたビジネスデータの消去が可能になる。

### モバイルアプリケーション使用によるアプリケーションラッピングとネイティブアプリケーション管理の比較
特にBYOD環境で使われるモバイルアプリケーションは、保護されていない極秘資料がユーザーの知識や認識無しにインターネット上に流出することがあるために、ビジネスにとって重大なセキュリティリスクになる。盗まれた企業資料に関する報道は悪人の手に落ちた企業や個人の情報の広がり具合がいかに迅速かを物語っている。データ窃盗は単なる機密情報の損失にとどまらず、企業自体が攻撃や脅迫に晒されることになる。
プロのモバイルアプリケーション管理は企業資料の保護に携わる。アプリケーションラッピングも企業資料保護の1つの方法であるが、著作権侵害や保証権利の損失といった欠点もある。機能性、生産性やユーザーエクスペリエンスはアプリケーションラッピングの下特に限定されていて、ラップされたアプリケーションの方針を変えることもできない。そのためもし必要な場合、再度ゼロから作成する必要があり追加のコストが掛かってしまう。
別な方法として、ネイティブのユーザーエクスペリエンスを制限せずにネイティブアプリケーションをEnterprise Mobility Managementを通して安全に提供する方法もあり、アプリケーションを何時でも容易に実装したり方針を調整できるなどよりフレキシブルなIT管理を可能にする。